# نانوکف
نانوکف یا نانوفوم (Nanofoam) دسته‌ای از مواد نانوساختار متخلخل (فوم) است که جمعیت قابل توجهی از منافذ با قطر کمتر از ۱۰۰ نانومتر را داراست. هواژل‌ها نمونه ای از نانوکف هستند.

## نوع کربنی
نانوکف‌های کربنی در سال ۱۹۹۷ کشف شدند. این نوع از نانوکف‌ها شامل یک مجموعه خوشه ای از اتم‌های کربن قرار گرفته در یک تور سه بعدی هستند و دارای چگالی ۲ تا ۱۰ میلی‌گرم بر سانتی‌متر مکعب می‌باشند.